# Sarah Bouhaddi
Sarah Bouhaddi (født 17. oktober 1986) er en fransk fodboldspiller, der spiller for Division 1 Féminine klubben Olympique Lyonnais Féminin og Frankrigs kvindefodboldlandshold, som klart førstevalg begge steder. Hun er oprindelig af algerisk afstamning..
Hun har tidligere optrådt for flere forskellige klubber i sin karriere, blandt andet FCF Juvisy og Toulouse FC. 
Hun blev udtaget til at repræsentere Frankrig ved Sommer-OL 2012 i London, samt EM i fodbold for kvinder i 2009, 2013 og 2017. Hun var ligeledes udset til at være førstevalgsmålvogter ved VM i fodbold for kvinder 2007, men holdet kvalificerede sig ikke.

## Meritter

### Klubhold
Lyon
- Division 1 Féminine (10): 2009-10, 2010-11, 2011-12, 2012-13, 2013-14, 2014-15, 2015-16, 2016-17, 2017–18, 2018–19
- Coupe de France Féminine (7): 2011–12, 2012–13, 2013–14, 2014–15, 2015–16, 2016–17, 2018-19
- UEFA Women's Champions League (6): 2010-11, 2011-12, 2015-16, 2016-17, 2017-18, 2018-19

### Internationalt
Landshold
- Cyprus Cup: 2012, 2014
- SheBelieves Cup:  2017